# Leònides II
Leònides o Leònidas II (en llatí Leonidas, en grec antic Λεωνίδας) fou rei d'Esparta del 254 aC al 235 aC. Era fill del traïdor Cleònim, i el 28è rei de la línia dels agíades.
Va passar la seva joventut a la cort de Seleuc I Nicàtor i es va casar amb una dona persa de nom Cratesiclea amb la que va tenir dos fills, segons diu Plutarc.
Va ser regent en nom del seu parent Àreu II i a la mort d'aquest a l'edat dels 8 anys va pujar al tron (circa 254 aC) ja amb una certa edat.
Va agafar els costums orientals molt diferents de l'austeritat espartana, però no per això va afavorir les reformes que volia imposar el seu col·lega Agis IV (245 aC-241 aC) al que acusava de voler la tirania empenyent al pobres contra els rics.
Va aconseguir que el senat espartà rebutges les propostes d'Agis, i aquest, per mitjà de l'èfor Lisandre, va treure una antiga llei que prohibia a un heràclida de casar-se amb dones estrangeres sota pena de mort. Cada nou anys els èfors observaven el cel i segons la posició de les estrelles sabien si venia alguna desgràcia i Lisandre va dir que a la seva observació (que va fer en aquell moment, quan tocava) havia vist un senyal que indicava una actuació il·legal de Leònides i s'havia de consultar a l'oracle de Delfos i mentre el rei havia de quedar suspès del seu càrrec; a més va ser acusat de participar en la traïció de Cleònim i d'haver treballat per la caiguda d'Esparta. Leònides no es va arriscar a un judici i es va refugiar al Temple d'Atena on se li va unir la seva filla Quilonis. Va ser condemnat en absència a ser deposat i el tron entregat al seu gendre Cleombrot II i Leònides amb la seva filla van haver de marxar a l'exili a Tegea.
La mala conducta d'Agesilau, l'oncle d'Agis IV, va permetre la seva restauració vers el 240 aC i per intercessió de la seva filla Quilonis va respectar la vida de Cleombrot que va ser desterrat, però a Agis IV el van executa. El germà d'Agis, Arquidam, va fugir del país, i la vídua Agiatis va ser forçada a casar-se amb Cleòmenes, fill de Leònides; el fill d'Agis, Euridàmides, si és que va arribar a ser rei només ho fou nominalment, ja que Leònides va controlar tot el poder.
Va morir circa l'any 235 aC i el va succeir el seu fill Cleòmenes III.